# Јекатит 12
Јекатит 12 је датум у календару Гиз који се односи на покољ и затварање Етиопљана од стране италијанских окупационих снага након покушаја атентата на маршала Родолфа Грацијанија, маркиза од Негелеа, поткраља Италијанске источне Африке, 19. фебруара 1937. године. Грацијани је водио италијанске снаге до победе над Етиопљанима у другој италијанској инвазији на Етиопију и био је врховни гувернер Италијанске источне Африке. Ово је описано као најгори покољ у етиопској историји.
Процене су различите о броју убијених у три дана након атентата на Грацијанија. Етиопски извори тврдили су да су Италијани убили 30.000 људи, док се друге процене крећу између 1.400 и 6.000 мртвих. Историјат масакра из 2017. процењује да је убијено 19.200 људи, односно 20 одсто становништва Адис Абебе. Наредне недеље, бројни Етиопљани за које се сумњало да се супротстављају италијанској власти ухапшени су и погубљени, укључујући чланове Црних лавова и друге чланове аристокрације. Од 125 интелектуалаца, које је Цар Хајле Селасије своједобно упутио у иностранство да добију факултетско образовање, већина њих је побијена у покољима. Много их је више било затворено, чак и сарадници као што је Рас Гебре Хајвот, син Рас Микаела из Волоа, Брехане Маркос и Ајале Гебре, који су помогли Италијанима идентификовати двојицу мушкараца који су покушали да убију Грацијанија.

## Позадина
Након пораза етиопских снага под његовом личном командом у битци код Мајхева 31. марта 1936, цар Хајле Селасије напустио је Етиопију како би се обратио Лиги народа и молио за њихову помоћ против Италијана. Поставио је свог блиског пријатеља и рођака Рас Имруа Хајлеа Селасија за свог регента током његова одсуства, који је покушао да успостави привремену владу у Гореу, у југозападном делу земље. Горе се, међутим, налазио дубоко у домовини народа Оромо, који се противио његовим покушајима да одржи империјалну хегемонију; неки су отишли толико далеко да су се приближили Британцима да признају њихове покушаје стварања Западне Гала конфедерације.  Када су Италијани 24. октобра напредовали према Некемтеу, Рас Имру је сматрао да је његов положај неодржив и марширао је на југ у потрази за угоднијим окружењем. Два су противника маневрисала изнад југозападне Етиопије. Италијани су прогонили Етиопљане током новембра све док Рас Имру није ухваћен на обалама ријеке Гојеб, где се након жестоких борби предао 18. децембра.
У међувремену, лојалисти су 28. јула покушали да поново заузму Адис Абебу. Разне наоружане скупине Етиопљана напале су италијанске положаје у главном граду, потпуно изненадивши браниоце; први ТИталијани на које су наишли били су наводно група која је радила на бушотини. Међутим, генерал Гариболди очекивао је напад на престоницу и припремио се за ту могућност. Иако је јединица под вођством Абебеа Арагаија скоро ушла у Мали Геби, где је Грацијани радио, Етиопљани су били одбијени са свих страна. Упркос последњем окупљању Абунеа Петроса последњег дана битке, који је предводио коначно напредовање на Тргу светог Ђорђа, напад на град није успео.
На крају, преостале етиопске снаге на југоистоку биле су исцрпљене. Рас Деста Дамтев и Дејазмач Бејене Мерид задржали су контролу над главним градовима својих провинција у Иргалему и Гоби до новембра. Дана 23. новембра моторизована колона под капетаном Тучијем продрла је у регион, изазвавши побуну локалног народа Сидама; Иргалем је пао у руке Италијана 1. децембра, а Рас Деста и Дејазмач Бејене Мерид повукли су се натраг у планине покрајине Бале. Уследила је игра мачке и миша, све док задњих неколико хиљада војника под њиховом командом није било стерано у кут у близини језера Шала и уништено од стране надмоћнијих Италијана у битци код Гогетија 18. фебруара 1937. године. Рас Деста је успио да побегне с бојног поља, али је уловљен и погубљен неколико дана касније. Са смрћу Раса Деста Дамтева, сав организовани етиопски отпор Италијанима је нестао.

## Напад на Грацијанија
Упркос неупитној контроли над новом Италијанском источном Африком почетком фебруара 1937, Грацијани још увек није веровао њеним становницима. Током прошле године, након што су његови људи заробили Јијигу, прегледавао је етиопску православну цркву када је упао кроз скривену рупу у поду, за коју је био убеђен да му је припремљена као клопка. "Из тог догађаја", пише Ентони Моклер, "могуће је датирати његову параноичну мржњу и сумњу према коптском свештенству."  Упркос томе, како би прославио рођење принца од Напуља, Грацијани је најавио да ће лично да дели милостињу сиромашнима у петак, 19. фебруара, у палати Генете Леул (познатој и као Мали Геби).
У гомили која се створила тог петка ујутру била су два млада Еритрејца који су живели у Етиопији по имену Абраха Дебох и Могус Асгедом. Будући да нису налазили срећу у италијанској колонији Еритреји, дошли су у Етиопију да се упишу у школу Менелик ИИ, где су их недавни догађаји сустигли. Очито се прилагођавајући новој управи, Абраха се запослио у Фашистичком политичком бироу, где су га његово еритрејско порекло, познавање италијанског и познавање града учинили корисним. Међутим, према Ричарду Панкерсту, Абраха Дебох се огорчено противио Италијанима, посебно њиховим расистичким праксама. Пре него је напустио њихову кућу, Абраха је ставио италијанску заставу на дрвени под, забио бајонету кроз њу, а затим за бајонету привезао етиопску заставу.
Званична церемонија започела је како се и очекивало. Грацијани је одржао говор, бројни етиопски угледници су се покорили победницима, италијански су авиони извршили прелет изнад града, а у 11 часова дужносници су почели да деле обећану милостињу свештеницима и сиромашнима.
Абраха и Могус успели су да се провуку кроз гомилу до подножја степеница за Мали Геби, а затим су почели да бацају гранате. Према једном извештају, успели су да побију њих 10 пре него су побегли у збрци која је настала. Према Ричарду Панкерсту, с места догађаја хитно их је одвезао трећи завереник, таксиста по имену Симејон Адефрес. Панкерст му такође приписује заслуге да је обезбедио гранате које су бацили Абраха и Могус. Речено је да је Адефрес успео да набави гранате од војника етиопског отпора италијанској колонизацији с којим се спријатељио, те да је тај исти војник, митраљезац, научио Абраху и Могуса како да користе гранате.
Иза њих, међу мртвима је био и носилац кишобрана Абуне Керелоса. Међу рањенима су били сам Абуна, вицегувернер генерал Армандо Петрети, генерал Аурелио Лиота из ваздушних снага и сам поткраљ; покрај њега је експлодирала једна граната која му је у тело забила 365 шрапнела. Грацијани је хитно пребачен у италијанску болницу где је одмах оперисан и спашен. Генерал Лиота изгубио је ногу у нападу.
Неко су се време Абраха и Могус скривали у древном манастиру Дебре Либанос, али су убрзо наставили даље, тражећи склониште у Англо-египатском Судану. Негде у Гоџаму локални становници, увек неповерљиви према странцима, убили су их. Адефрис се вратио у Адис Абебу након што је одвезао Абраха и Могуса у манастир, њихово прво одредиште, где је остао с њима недељу дана; међутим, убрзо по повратку у главни град ухапсиле су га фашистичке власти и мучиле до смрти.

## Репресалије
Италијански одговор је био тренутан. Према Моклеру, "италијански карабињери пуцали су у гомиле просјака и сиромаха који су се окупили ради дељења милостиње; а каже се да је савезни секретар, Гуидо Кортезе, чак пуцао из револвера у скупину етиопских достојанственика који су стајали око њега." Неколико часова касније, Кортезе је издао кобну наредбу:
Другови, данас је дан када морамо показати своју оданост Поткраљу, тако да уништимо Етиопљане у три дана. Три дана дајем вам потпуно одрешене руке да уништите побијете и радите шта год желите с Етиопљанима.
Остатак тог дана, током суботе и недеље, Италијани су убијали Етиопљане бодежима и пендрецима уз повике "Дуче! Дуче!" и "Цивилта Италијана!" Домородачке куће су поливали бензином и палили. Проваљивали су у домове локалних Грка и Јерменаца и линчовали њихове слуге. Неки су чак позирали на лешевима својих жртава и фотографисали се. У три дана Италијани су само у Адис Абеби убили између 1.400 и 30.000 Етиопљана. Етиопљани од тада први дан покоља обележавају као "Јекатит 12" (етиопски 19. фебруар). У Адис Абеби је након рата подигнут истоимени споменик у знак сећања на етиопске жртве италијанског злочина.
Покушај убиства дао је Италијанима разлог да спроведу Мусолинијево наређење, издано још 3. маја 1936, за погубљење по кратком поступку "Младих Етиопљана", мале групе интелектуалаца који су стекли факултетско образовање на америчким и европским факултетима. Исти дан када је извршен атентат, основан је војни суд, а до ноћи је суђено 62 Етиопљана који су стријељани у затвору Алем Бекагн у Адис Абеби. "Грацијеанијев масакр означио је готово потпуну ликвидацију интелектуалне компоненте Покрета отпора", пише Бахру Зевде.
Хиљаде Етиопљана свих слојева послано је у логоре у Данан у Огадену и Нокра у архипелагу Дахлак. Услови у Данану били су негостољубиви, а Грацијани је наредио да затвореници добију само минимум хране и воде. Као што Збаки примећује, "лоши објекти, укључујући заходе, влажна клима, маларија, желучане инфекције и полне болести однели су многе животе, посебно међу онима који су били присиљени да радие на каналу за наводњавање или на плантажама банана и шећерне трске." Између 10 одсто и половице затвореника умрло је у Данану.
Услови у Нокри били су још гори него у Данану, према Збакију. Заточеници који су тамо послани придружили су се 500 затвореника који су служили доживотну казну затвора за тешке политичке злочине, чиме се укупан број затвореника повећао на 1500. Логораши су патили од недостатка чисте воде, сунчанице, мочварне грознице и дизентерије.
Коначна одмазда уследила је у мају. Истражитељи су открили да су Абраха и Могус неко време остали у Дебра Либаносу, а мали посредни докази упућивали су на то да су монаси унапред знали за своје планове. Грацијани, свестан своје несреће у Јијиги, веровао је да су били саучесници и 19. маја телеграмом је послао локалном команданту: "Стога по кратком поступку погубите све монахе без разлике, укључујући и вицеприора." Сутрадан, на благдан њихове заштитнице Текле Хајманот, према записима италијанских фашиста стрељано је 297 монаха плус 23 лаика, целокупно становништво манастира. Други извори проћењују број погинулих на 1500 до 2000.

## Жртве
Процене о броју убијених у масакру варирају. Етиопски извори тврдили су да је убијено 30.000 људи, док су француске и америчке новине износиле бројке од 1.400 до 6.000 мртвих. Историчар Ангело Дел Бока и британски писац Ентони Моклер проценили су 3.000 смрти. Историјат масакра из 2017. Јана Л. Кемпбела процењује да је убијено 19.200 људи.

## Комеморација
Етиопија сваке године комеморише жртве италијанског фашизма. Дана 22. фебруара 2023, како би се поклопио с обележавањем 86. годишњице масакра Јекатит 12, амбасада Сједињених Држава у Адис Абеби одржала је свечано поновно отварање обновљене зграде "Америкен Гиби", у којој је отправник послова САД-а Корнелијус Ван Х. Енгерт склонио 700 Етиопљана који су бежали пред насиљем и тиме им спасао животе. У Италији је у октобру 2006. године предложен Дан сећања на афричке жртве, али није установљен након пада Друге Продијеве владе.

## Галерија
- Одсецање главе Етиопљанину
- Жртва завезана за дрво
- Припреме за вешање Етиопљанина
- Тела жртава покоља